# Daniel Baradza
Daniel Baradza es un escultor de Zimbabue conocido por sus tallas en piedra, nacido el año 1973 en Mutare.

## Datos biográficos
Oriundo de Mutare, Daniel Baradza asistió a la escuela primaria en el centro Rujeko de Dangamvura y a la secundaria en la Escuela Superior de la misma localidad, Dangamvura , donde creció. Baradza trabajó inicialmente como escultor con Joe Mutasa. En 1996 expuso por primera vez a nivel internacional en Bélgica. 
Desde 1998 trabajó durante dos años como artista en residencia del Parque de esculturas Chapungu. En los años 2000 y 2001 organizó talleres en los Países Bajos; en 2003 trabajó en Gran Bretaña a lo largo de seis meses.